# 한스 폰 잘무트

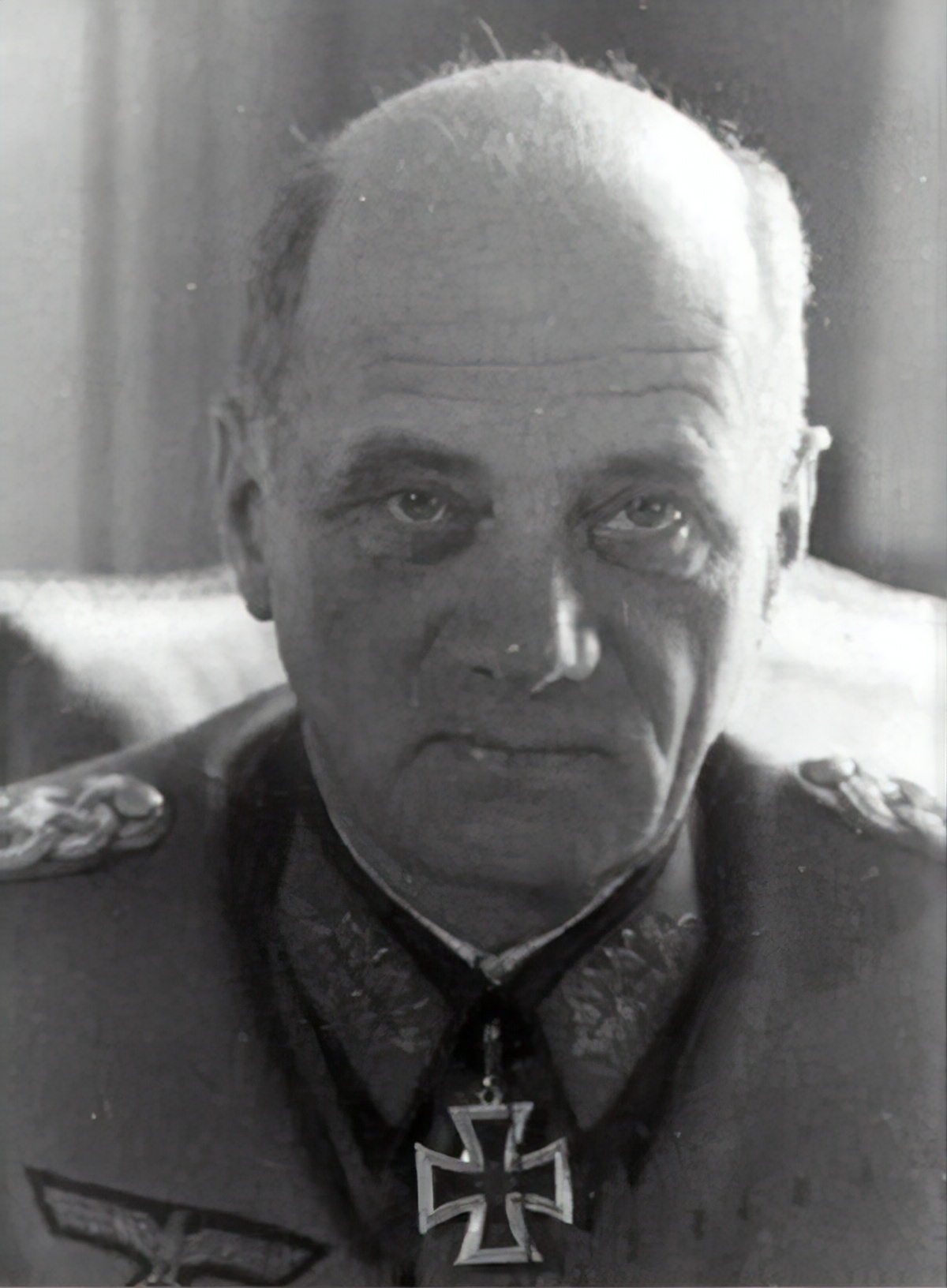

한스 에버하르트 쿠르트 폰 잘무트(Hans Eberhard Kurt von Salmuth, 1888년 11월 11일 ~ 1962년 1월 1일)는 제2차 세계 대전 중 독일의 장군이다. 일생을 직업 군인으로 보낸 그는, 자국에서 제1차 세계 대전 당시에는 하급 장교, 전간기 (inter-war period) 및 제2차 세계 대전 당시에는 참모 장교 및 군 사령관으로 일하였다. 폰 잘무트 장군은 동부 전선에서 몇 개의 다른 군을 지휘하였으며, D-데이 직후의 프랑스에서 마지막으로 독일 제15군을 지휘하였다. 전후 미군에 체포돼 뉘른베르크 재판에서 전쟁 범죄 행위로 기소되었으며, 1948년에 징역 20년을 선고받았다. 그러나 5년만인 1953년에 석방되었고, 1962년에 하이델베르크에서 사망하였다.